# Ulfert Onken
Ulfert Onken (Darmstadt, 14 de maio de 1925 – 22 de abril de 2021) foi um químico alemão, professor da Universidade Técnica de Dortmund.

## Formação e carreira
Ulfert Onken estudou química na Universidade Técnica de Darmstadt, onde obteve um doutorado em físico-química em 1958. Mudou-se então para o departamento de engenharia de processos químicos da Hoechst AG em Frankfurt, onde trabalhou dentre outros na otimização de processos.
Em 1971 aceitou o chamado de professor de química técnica na Universidade de Dortmund. O foco de seu trabalho científico foi no campo da biotecnologia e métodos de cálculo auxiliados por computador no campo da química técnica. Juntamente com ]]Jürgen Gmehling]] e Wolfgang Arlt desenvolveu o banco de dados Dortmund para propriedades termofísicas de substâncias puras e misturas. Em 1990 aposentou-se em Dortmund. A VDI-Gesellschaft Verfahrenstechnik und Chemieingenieurwesen concedeu-lhe a Medalha Emil Kirschbaum em 2000, por excelente desempenho na área de engenharia de processos térmicos.

## Publicações selecionadas
- Manfred Baerns, Arno Behr, Axel Brehm, Jürgen Gmehling, Kai-Olaf Hinrichsen, Hanns Hofmann, Ulfert Onken, Regina Palkovits, Albert Renken: Technische Chemie, Wiley-VCH, Weinheim, 2013, ISBN 978-3-527-33072-0.